# Labkhati
Labkhati (franska: Labkhati (CR), Labkhati (Commune Rurale), arabiska: الكرعاني) är en kommun i Marocko.   Den ligger i provinsen Safi och regionen Marrakech-Safi, i den norra delen av landet, 250 km sydväst om huvudstaden Rabat. Antalet invånare är 14 279.